# 泥膠

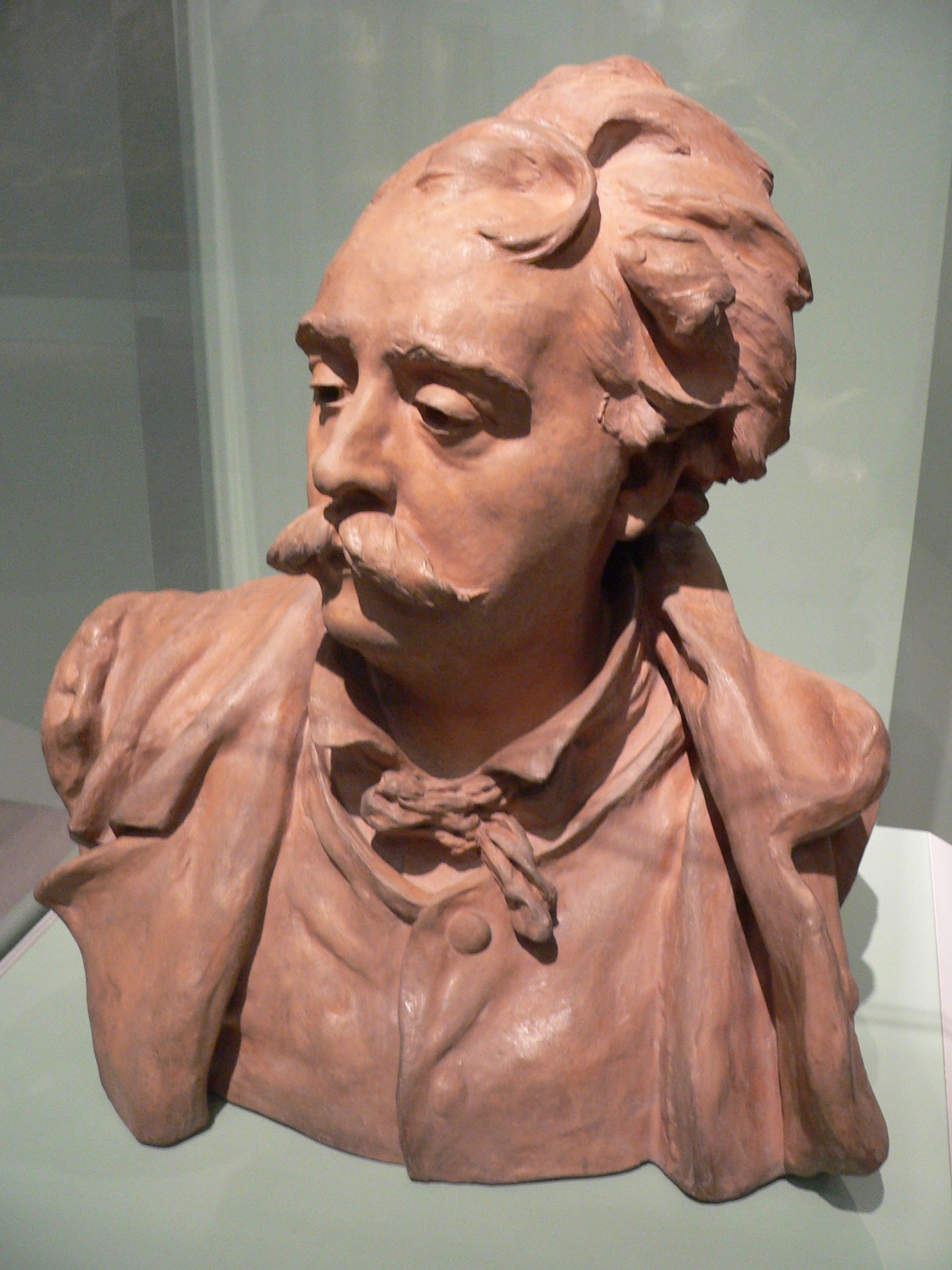
用工藝黏土製作的人像

泥膠又叫做工藝黏土，是一種工藝用途的黏土，可以用來製作雕像和模型，其種類繁多，包括陶泥、紙黏土、塑膠黏土等。